# توماس اچ. جردن
توماس اچ. جردن (انگلیسی: Thomas H. Jordan؛ زادهٔ ۸ اکتبر ۱۹۴۸) یک دانشمند د زمینه لرزه‌شناسی، زمین‌شناسی اهل ایالات متحده آمریکا است.